# Annero
Annero es el nombre de una variedad cultivar de manzano (Malus domestica). 
Un híbrido de manzana originaria de Suecia. Las frutas tienen la pulpa con textura tierna, y un sabor jugoso. Tolera la zona de rusticidad delimitada por el departamento USDA, de nivel 1 a 3.

## Sinonimia
- "Anneroäpplet".

## Historia
'Annero' es una variedad de manzana de parentales de origen desconocido, oriunda de Suecia. El agrónomo Rolf Gannlund en Eskilstuna describió "Anneroäpplet" en el anuario de la Sociedad Pomológica Sueca de 1918.
El árbol creció en la granja del soldado Frid Annero en Grundby en la parroquia de Vallby, aproximadamente a una milla de Eskilstuna y "Grannlund". El nombre de la variedad de manzana procede de su cultivador. El árbol madre murió en 1984.
Está incluida en la relación de manzanas cultivadas en Suecia en el libro "Äpplen i Sverige : 240 äppelsorter i text och bild.
"-(Manzanas en Suecia: 240 variedades de manzanas en texto e imagen).

## Características
'Annero' es un árbol de un vigor moderado. Tiene un tiempo de floración que comienza a partir del 2 de mayo con el 10% de floración, para el 6 de mayo tiene una floración completa (80%), y para el 16 de mayo tiene un 90% caída de pétalos.
'Annero' tiene una talla de fruto mediano; forma redondeada aplastada; con nervaduras débiles, y corona débil;epidermis con color de fondo es amarillo verdoso, con un sobre color rojo lavado en la parte expuesta al sol, importancia del sobre color bajo (14-25%), y patrón del sobre color chapa, presenta lenticelas de tamaño pequeño algo más claras, ruginoso-"russeting" (pardeamiento áspero superficial que presentan algunas variedades) bajo; cáliz es medio y semicerrado, asentado en una cuenca estrecha y profundidad poca; pedúnculo es medio y de calibre medio, colocado en una cavidad poco profunda y estrecha, con ruginoso-"russeting" en las paredes; carne de color blanco, pulpa con textura tierna, y un sabor jugoso.
La manzana madura principios de octubre, pudiendo consumirla en el momento, y se mantiene bien hasta año nuevo.

## Usos
Una excelente manzana para comer fresca en postre de mesa, aunque también se utiliza en preparaciones culinarias.

## Ploidismo
Diploide, polen auto estéril. Annero tiene los genes s S 5 S 7. Para su polinización necesita variedad de manzana con polen compatible. Las manzanas polinizadas por 'Annero' incluyen 'Mio', 'Oranie', 'Sävstaholm', y 'Transparente Blanche'.

## Susceptibilidades
Presenta cierta resistencia a la sarna del manzano y al mildiu.